# Mouriri myrtilloides
Mouriri myrtilloides là một loài thực vật có hoa trong họ Mua. Loài này được (Sw.) Poir. mô tả khoa học đầu tiên năm 1824.